# Receptor de histamina H2
El receptor de histamina H2 (abreviado receptor H2) es un receptor de membrana de la familia de receptores de histamina que puede ser activada por la histamina, una  hormona tisular del propio cuerpo animal. El receptor se acopla para estimular a la adenilato ciclasa a través de la subunidad alfa Gs. Es un potente estimulante de la producción de cAMP, que conduce a la activación de la proteína cinasa A (PKA). La PKA funciona fosforilando ciertas proteínas, afectando su actividad. 
Los receptores H2 juegan un papel regulador en la producción de jugo gástrico . Una estimulación de los receptores H 2 también conduce a una aceleración de los latidos del corazón y la dilatación de los vasos sanguíneos pequeños. Antagonistas de los receptores H2 son conocidos como antihistamínicos H2, e incluyen la cimetidina y ranitidina. Estos inhiben la producción de jugo gástrico y se usan para tratar las úlceras de estómago y duodenal. El fármaco betazol es un ejemplo de un agonista del receptor H2 de histamina.

## Bioquímica
Estudios de fármacos antihistamínicos disponibles en los años 1930 mostraron evidencia de los efectos de la histamina en la contracción del músculo liso y en la anafilaxia. Estudios posteriores demostraron efectos potenciadores de la actividad de la histamina en la secreción gástrica ácida y en la frecuencia cardiaca y que no resultaban bloqueados por antagonistas histamínicos clásicos; lo que llevó a postular la existencia de al menos dos subtipos de receptores, denominados H1 y H2 con funciones en el sistema nervioso.

### Genética
El receptor H2 se clonó primero en el canino y por primera vez en humanos en 1991. Es codificado por un gen en el cromosoma 5 en el locus del gen 5q35. A diferencias de otras proteínas, la secuencia de ADN codificante está libre de intrones.

### Estructura proteica
La proteína del receptor H2 humano consta de 359 aminoácidos y en ratones 358 aminoácidos. Pertenece a la familia de receptores acoplados a proteína G similar a la rodopsina.  Como para muchos otros receptores de la familia de los receptores acoplados a proteínas G, asume una estructura con siete dominios transmembrana helicoidales para el receptor, formando un receptor heptahelicoidal.

### Transducción de señales
A nivel molecular, la estimulación de los receptores H 2 conduce a la activación de las proteínas G s y, en consecuencia, a la activación de la adenilil ciclasa . Esta activación de la adenilil ciclasa está asociada con una acumulación de AMPc intracelular y una liberación de Ca 2+ de los depósitos intracelulares. Además, los receptores H2 pueden regular la actividad de los genes implicados en la proliferación y diferenciación celular. El receptor H2 R tiene alta afinidad por la histamina [Ki (constante de inhibición) = 1,995 nM), similar a la afinidad del receptor H1 (Ki = 1,260 nM) pero diferente a la reportada para el receptor H3 o H4 (Ki = 10 nM y 15 nM respectivamente). El antaagonista más selectivo por el receptor H2 es la tiotidina (10 microMolar).

## Función
La histamina es una molécula mensajera ubicua liberada de los mastocitos, las células similares a las enterocromafines y las neuronas. Sus diversas acciones están mediadas por los receptores de histamina H1, H2, H3 y H4. Es una proteína de membrana integral y estimula la secreción de jugo gástrico. También regula la motilidad gastrointestinal y la secreción intestinal y se cree que participa en la regulación del crecimiento y la diferenciación celular. La histamina puede desempeñar un papel en la erección del pene.
Los antagonistas del receptor H2, los antihistamínicos H2, juegan un papel importante en la terapia de enfermedades asociadas al ácido gástrico como las úlceras gástricas y duodenales, aunque han perdido su papel en comparación con los inhibidores de la bomba de protones. Algunos ejemplos de antihistamínicos H2 del mercado incluyen la cimetidina, ranitidina, famotidina y roxatidina .
Además, los antihistamínicos H2 para terapia intravenosas se encuentran disponibles en el mercado, en combinación con antihistamínicos H1 son usados en la terapia aguda de shock alérgico y para la profilaxis de reacciones anafilactoides. Antagonistas H2, incluyendo la cimetidina y la ranitidina, han sido utilizados con éxito variado en el tratamiento de cáncer gástrico, de mama, colorrectal, melanomas y glioblastomas.
Sin embargo, los agonistas de los receptores H 2 como el betazol no tienen importancia terapéutica. Sin embargo, se pueden utilizar como parte del estudio diagnóstico.

## Distribución de tejidos
Los receptores de histamina H2 se expresan en varios tejidos, incluyendo los siguientes:
Tejidos periféricos:
- Células parietales gástricas (células oxínticas)[11]
- Músculo liso vascular
- Neutrófilos
- Mastocitos
- Corazón
- Útero[1]

Tejidos del sistema nervioso central:
- Caudado – putamen
- Corteza cerebral (capas externas)[3]
- Formación del hipocampo
- Núcleo dentado del cerebelo

## Respuestas fisiológicas
La activación del receptor H2 da como resultado las siguientes respuestas fisiológicas, entre otras:
- Estimulación de la secreción de jugo gástrico (siendo este el blanco de los medicamentos antihistamínicos para la enfermedad de úlcera péptica y reflujo gastroesofágico)
- Relajación del músculo liso (agonista experimental del receptor H2 de histamina utilizado para el asma y la EPOC)
- Inhibición de la síntesis de anticuerpos, la proliferación de células T y la producción de citoquinas
- Vasodilatación: la actividad de PKA provoca la fosforilación de MLCK, lo que disminuye su actividad, dando como resultado que MLCP desfosforile la MLC de la miosina y, por lo tanto, inhiba la contracción muscular. La relajación del músculo liso conduce a la vasodilatación[16]
- Inhibición de la activación y quimiotaxis de neutrófilos[15]
- Inmunosupresión inducida por el trauma, transfusión sanguínea y sepsis[3]